# ゼロの世界
ゼロの世界（-せかい）は、ニッポン放送の制作で、かつて同局の夜の時間帯で放送されていたラジオ番組である。

## 概要
- 基本的には一話完結、10分間の恐怖ラジオドラマ。話によっては、月曜日から金曜日の1週間で完結するものあった。
- 熊倉一雄の次のような語りで始まる。

あなたは信じますか。今わたしの歩いてきた道を。
過去でも、現在でも、未来でもない、ゼロの世界を。
あなた、後ろを見てください。誰もいませんね？
では、あなただけに聴いてもらいます。　
- ラジオ聴取者からの体験談を募集し、それをもとにした話もあった。
- この番組の前後には、『青春ラジオ劇画「愛と誠」』、『欽ちゃんのドンといってみよう!』が放送された。
- 当時は、「○○○○危機一髪!ラジオよひらけハッピッピ」（○○○○には愛川欽也ら曜日ごとのパーソナリティの名が入る）や、「高島ヒゲ武の大入りダイヤルまだ宵の口」といったワイド番組は開始以前で、独立した10分間の番組であった。

## データ
- 放送期間　1974年
- 放送時間　毎週月曜日 - 金曜日 21：30 - 21：40（JST）

## 出演者
- 声の出演　熊倉一雄（ナレーション）
- ほかに、毎回数人の声優。

## おもなサブタイトル
- 恐怖まんだら
- 底なし沼へ